# Chi Đậu hoa
Chi Đậu hoa hay chi Đậu thơm (danh pháp: Lathyrus, /[invalid input: 'icon']ˈlæθ[invalid input: 'ɨ']rəs/)) là chi thực vật có hoa thuộc họ Đậu. Chi này có khoảng 160 loài, bản địa của khu vực có nền nhiệt độ cao, trong đó có 52 loài ở châu Âu, 30 loài ở Bắc Mỹ, 78 loài ở châu Á, 24 loài ở vùng Đông Phi nhiệt đới và 24 loài ở Nam Mỹ. 
Hạt của một số loài đậu hoa chứa amino acid độc, nếu ăn vào với lượng lớn sẽ gây lathyrism.

## Các loài
- Lathyrus angulatus (Angled Pea)
- Lathyrus annuus (Red Fodder Pea)
- Lathyrus aphaca (Yellow Pea)
- Lathyrus aureus (Golden Pea)Golden Pea (Lathyrus aureus)
- Lathyrus biflorus (Twoflower Pea)
- Lathyrus chloranthus
- Lathyrus cicera (Red Pea)

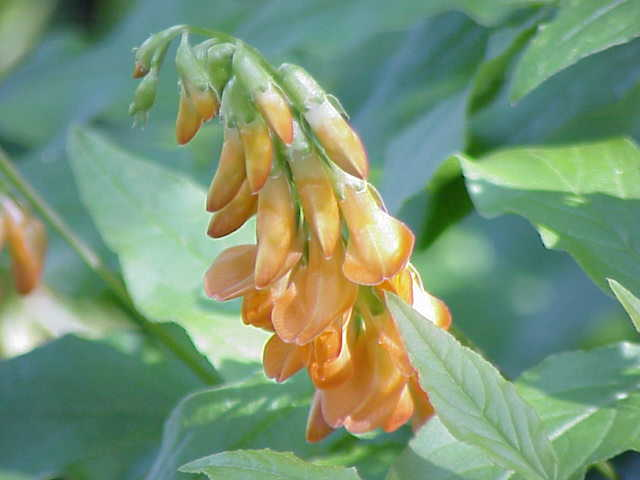
Golden Pea (Lathyrus aureus)

- Lathyrus delnorticus (Del Norte Pea)
- Lathyrus hirsutus (Hairy Vetchling)
- Lathyrus japonicus (Sea Pea)
- Lathyrus jepsonii (Delta Tule Pea)
- Lathyrus lanszwertii (Nevada Pea)
- Lathyrus latifolius (Everlasting Pea)
- Lathyrus laevigatus
- Lathyrus linifolius (Bitter Vetch/Heath Pea)
- Lathyrus littoralis (Silky Beach Pea)
- Lathyrus nervosus (Lord Anson's Blue Pea)
- Lathyrus nissolia (Grass Vetchling)
- Lathyrus odoratus (Sweet Pea)
- Lathyrus palustris (Marsh Pea)Lathyrus pauciflorus

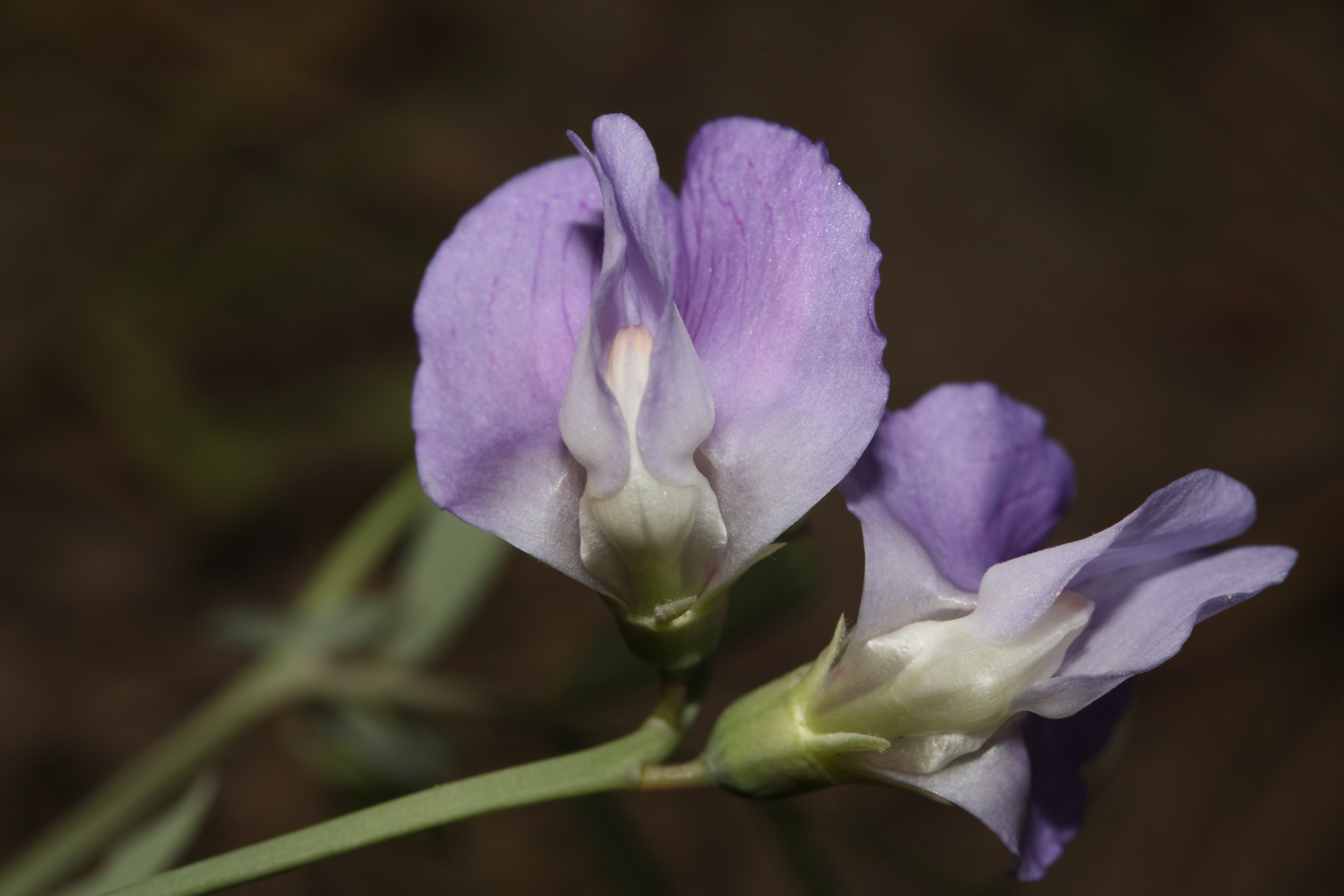
Lathyrus pauciflorus

- Lathyrus pauciflorus (Fewflower Pea)
- Lathyrus polyphyllus (Leafy Pea)
- Lathyrus pratensis (Meadow Vetchling)Lathyrus vernus
- Lathyrus rigidus (Stiff Pea)
- Lathyrus sativus (Indian Pea)
- Lathyrus sphaericus (Grass Pea)

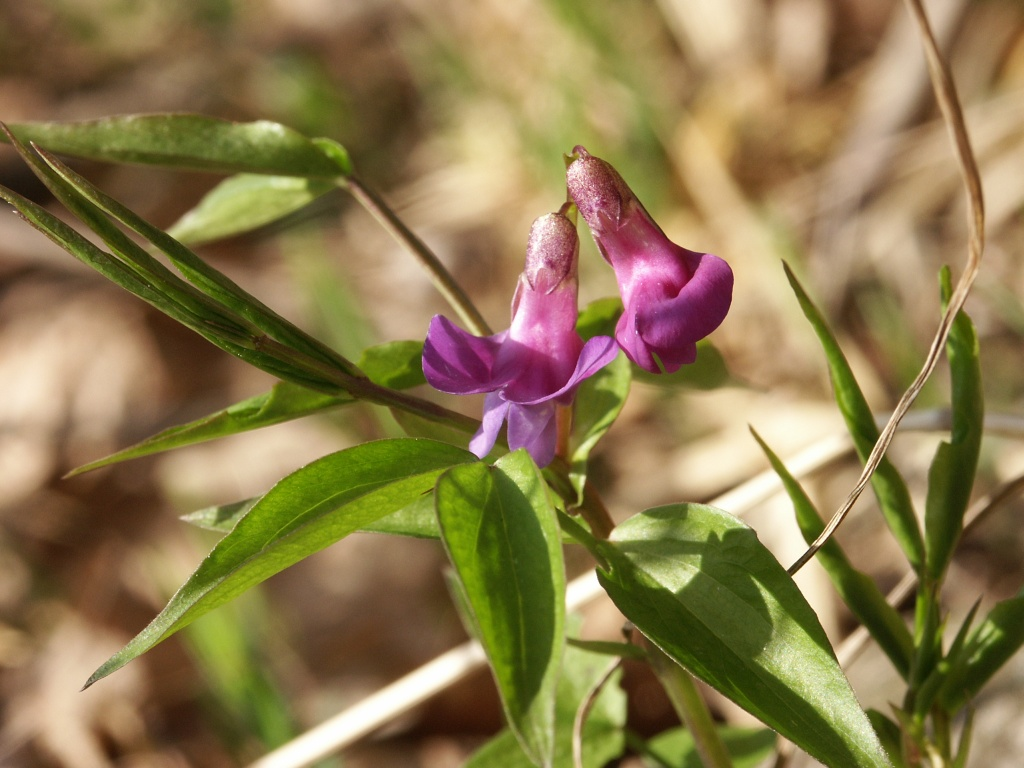
Lathyrus vernus

- Lathyrus splendens (Pride of California)
- Lathyrus sulphureus (Snub Pea)
- Lathyrus sylvestris (Flat Pea-cây leo)
- Lathyrus tingitanus (Tangier Pea)
- Lathyrus torreyi (Torrey's Peavine)
- Lathyrus tuberosus (Tuberous Pea)
- Lathyrus vestitus (Thái Bình Dương Pea)
- Lathyrus vernus (Spring Pea)